# Ingannevole è il cuore più di ogni cosa (romanzo)
Ingannevole è il cuore più di ogni altra cosa è il libro autobiografico di Laura Albert, che l'ha pubblicato con lo pseudonimo di J.T. Leroy.

## Trama
Sarah, madre di Jeremiah LeRoy, al momento del parto ha soltanto quattordici anni; ha tentato in ogni modo di sbarazzarsi del bambino, ma il proprio padre, un predicatore fanatico, glielo impedisce. Appena nato, Jeremiah viene dato in adozione poiché la madre è considerata inadatta al ruolo di genitore. Quando Sarah compie diciotto anni decide di riprendersi il figlio, facendo causa alla famiglia adottiva e vincendola.
Da quel momento la vita di Jeremiah cambia radicalmente, essendo suo malgrado costretto a trascorrere l'infanzia e l'adolescenza con la mamma tossicomane e prostituta, tranne in rari momenti in cui viene temporaneamente affidato ai nonni materni, dove ben più che sulla strada, subisce molestie e abusi di ogni tipo, diventando ben presto anch'egli tossicodipendente.
A tredici anni, definitivamente abbandonato da Sarah, incontra due musicisti falliti, Laura Albert e Geoffrey Knoop, che lo conducono in un consultorio per ragazzi disagiati, l'Adolescent Inpatient Psychiatric Program del McAuley Institute di San Francisco, dove incontra lo psicoterapeuta Terrance Owens che inizia su di lui una terapia risolutiva per dare una svolta alla sua vita.